# جيمس كونلي
جيمس كونلي هو لاعب هوكي الجليد كندي، ولد في 7 أكتوبر 1932.

## وصلات خارجية
- جيمس كونلي على موقع EliteProspects.com (الإنجليزية)
- جيمس كونلي على موقع HockeyDB.com (الإنجليزية)
- جيمس كونلي على موقع أوليمبيديا (الإنجليزية)